# Marnie Stern

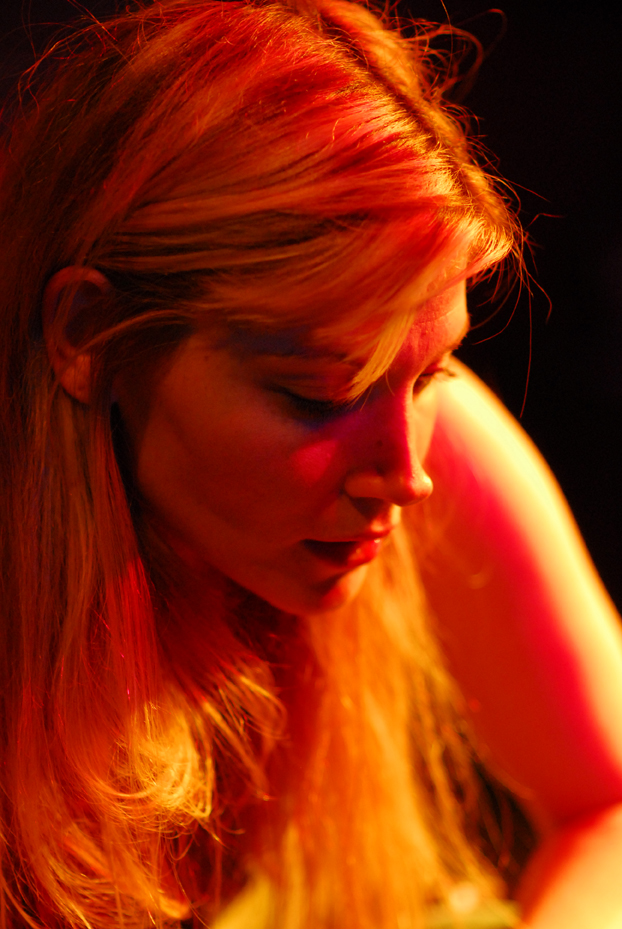
Marnie Stern live bei SXSW (2007)

Marnie Stern (* 18. März 1976) ist eine US-amerikanische Musikerin, Komponistin, Gitarristin und lebt in New York City. Sie wird vor allem für die Technik ihres Gitarrenspiels (Tapping) bewundert.

## Karriere
Anfang 2007 veröffentlichte Marnie Stern auf dem Label Kill Rock Stars ihre erste CD In Advance of the Broken Arm. Sie wurde von Kritikern gut aufgenommen, vor allem The New York Times, welche sie als „Das aufregendste Rock ’n’ Roll Album des Jahres“ (“The year’s most exciting rock ’n’ roll album”) bezeichneten.
Mitte 2007 tourte sie durch die Vereinigten Staaten und das Vereinigte Königreich mit der Band Hella, Zach Hill und The Advantage, um ihre Debüt-CD zu bewerben.
In der Frühjahrs-Ausgabe 2008 des Venus Magazins wurde Stern als eine der “Greatest Female Guitarists Of All Time” ausgezeichnet.
Bei den Plug Music Awards war sie 2008 zudem nominiert als “Female Artist Of The Year” und “Punk Album Of The Year”.
Marnie Sterns zweites Musikalbum namens This Is It and I Am It and You Are It and So Is That and He Is It and She Is It and It Is It and That Is That wurde am 7. Oktober 2008 bei Kill Rock Stars veröffentlicht. Unmittelbar nach der Veröffentlichung erhielt es die Auszeichnung als “Best New Music” und Platz 44 der “50 Best Albums Of 2008” von Pitchfork Media.
Stern tourte durch Europa und die Vereinigten Staaten mit This Is It zusammen mit Mark Shippy, dem ehemaligen Gitarristen von U.S. Maple, der Bassistin Malia James und verschiedenen Drummern.

## Einflüsse

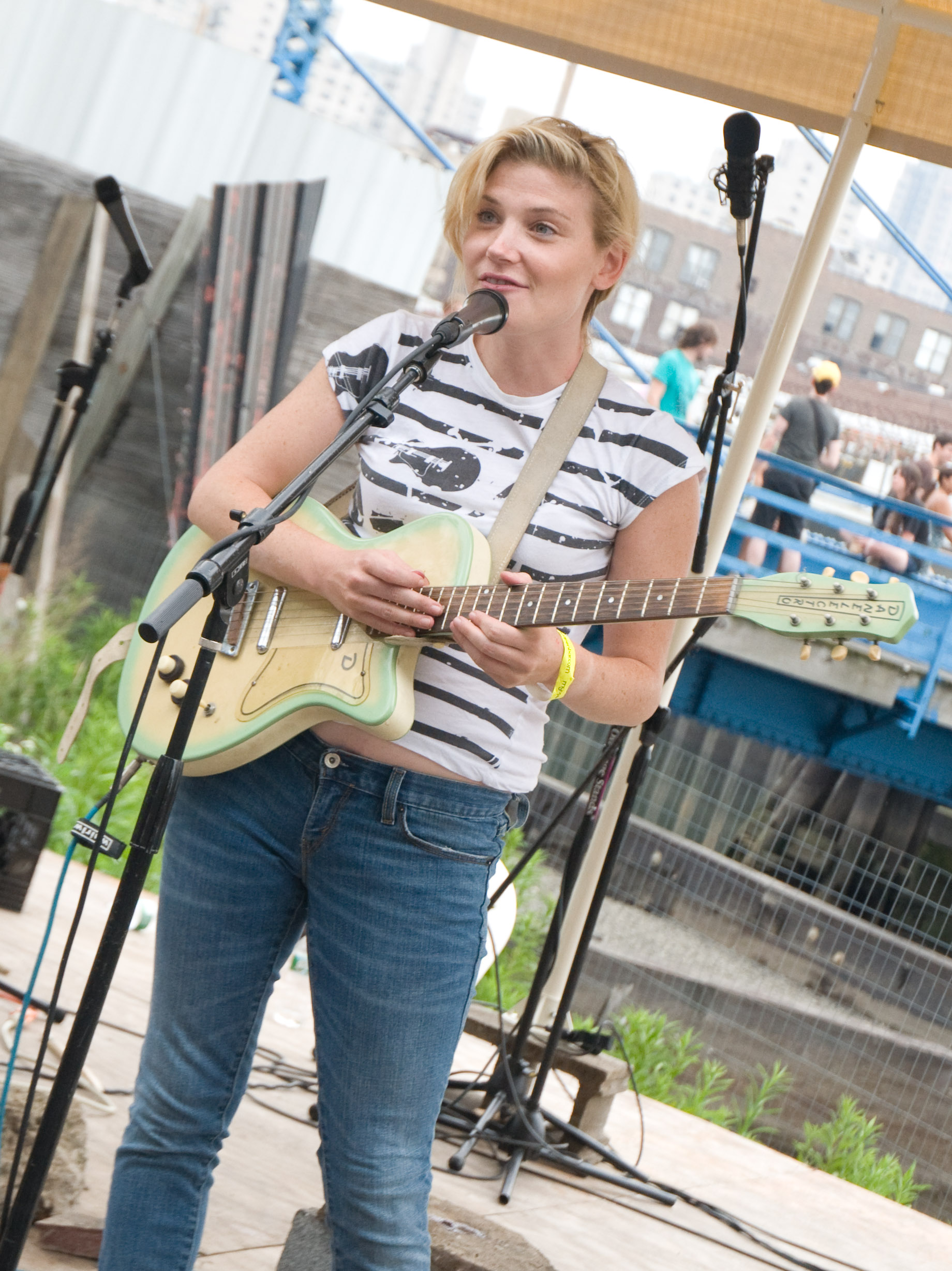
Marnie Stern live in Brooklyn 2008

Stern benennt viele musikalische Einflüsse für ihre Musik. Einige davon sind Hella, Lightning Bolt, Deerhoof, Erase Errata, Don Caballero, U.S. Maple, Royal Trux, Television, Bruce Springsteen, The Who und Talking Heads.

## Diskografie
- In Advance of the Broken Arm (20. Februar 2007, Kill Rock Stars)
- This Is It and I Am It and You Are It and So Is That and He Is It and She Is It and It Is It and That Is That (7. Oktober 2008, Kill Rock Stars)
- Marnie Stern (5. Oktober 2010, Kill Rock Stars)
- The Chronicles of Marnia (19. März 2013, Kill Rock Stars)